# Porjus
Porjus (en same de Lule Bårjås) est une localité de la commune de Jokkmokk dans le comté de Norrbotten, en Suède.
Sa population était de 328 habitants en 2010. 
La localité s'est formée autour du barrage et de la centrale hydroélectrique de Porjus au début des années 1910. Elle est située sur le fleuve Luleälven, sur la route européenne 45 et sur la ligne de chemin de fer Inlandsbanan.